# Idioma aekyom
El aekyom, akium, awkyowm, awin o aiwin es una lengua de Papúa Nueva Guinea de la familia awin-pare hablada por unas 8 mil personas en la región de Kiunga en la provincia Occidental de Papúa Nueva Guinea.
- Datos: Q3399691